# Ганьян, Эмиль
Эми́ль Ганья́н (фр. Émile Gagnan; 1900—1984) — французский и канадский инженер. В 1943 году вместе с капитаном Кусто изобрёл регулятор давления, используемый в легководолазном оборудовании (первое применение — во время Войны на самодельном дыхательном аппарате, далее производство было налажено на фирме «Аква-ланг»).
Родился в Бургундии (Франция) в декабре 1900 года. В начале 1920-х годов окончил техническую школу. Был нанят в качестве инженера по пневматическим установкам высокого давления фирмой Air Liquide.
Во время оккупации Франции занимался работами по созданию клапана-регулятора для питания автомобильных двигателей водородом (бензин тогда был очень дорог, и его пытались массово заменить водородом). Случайно познакомился с Кусто, который пытался создать автоматический регулятор подачи воздуха для водолазного снаряжения.  Объединив свои наработки, Кусто и Ганьян в 1943 году создали легководолазный дыхательный аппарат, который активно испытывался в окрестностях Тулузы  в течение 1943-1945 гг. в тайне от итальянских оккупационных властей. Аппарат был назван Scaphandre Autonome и аквалангом, впоследствии во Франции была основана фирма по производству аквалангов, названная «Aqualung», выпустившая первый аппарат в 1946 году. Вопреки расхожему заблуждению, именно фирма названа по названию дыхательного аппарата, а не наоборот, само слово «акваланг» было придумано в 1943 году, что можно узнать из книг, написанных Кусто. Спустя год Эмиль Ганьян с семьёй эмигрировал в Монреаль (Канада), где поступил на работу в компанию Canadian Liquid Air Ltd. Там он обустроил лабораторию и продолжил заниматься разработкой оборудования для подводного плавания. Им было изобретено большое количество современных технологий для подводного плавания, включая самые современные аппараты.